# And Winter Came
And Winter Came... – album studyjny irlandzkiej wokalistki Enyi wydany 10 listopada 2008, zawierający 13 utworów.

## Lista utworów
1. „And Winter Came...” – 3:15
2. „Journey of the Angels” – 4:47
3. „White Is in the Winter Night” – 3:00
4. „O Come, O Come, Emmanuel” – 3:40
5. „Trains and Winter Rains” – 3:45
6. „Dreams Are More Precious” – 4:26
7. „Last Time by Moonlight” – 3:58
8. „One Toy Soldier” – 3:54
9. „Stars and Midnight Blue” – 3:09
10. „The Spirit of Christmas Past” – 4:18
11. „My! My! Time Flies!” – 3:03
12. „Oíche Chiúin (Chorale)” – 3:50
13. „Miraculum” – 3:53 (bonus track)

## Certyfikaty i sprzedaż
| Kraj                      | Certyfikat      | Sprzedaż |
| ------------------------- | --------------- | -------- |
| Australia (ARIA)          | platynowa płyta | 70 000+  |
| Austria (IFPI Austria)    | złota płyta     | 10 000+  |
| Belgia (BEA)              | platynowa płyta | 30 000+  |
| Dania (IFPI Danmark)      | złota płyta     | 15 000+  |
| Francja (SNEP)            | złota płyta     | 75 000+  |
| Hiszpania (Promusicae)    | złota płyta     | 40 000+  |
| Irlandia (IRMA)           | platynowa płyta | 15 000+  |
| Niemcy (BVMI)             | 3× złota płyta  | 300 000+ |
| Nowa Zelandia (RMNZ)      | platynowa płyta | 15 000+  |
| Stany Zjednoczone (RIAA)  | złota płyta     | 500 000+ |
| Szwajcaria (IFPI Schweiz) | platynowa płyta | 30 000+  |
| Szwecja (GLF)             | złota płyta     | 20 000+  |
| Wielka Brytania (BPI)     | złota płyta     | 100 000+ |